# 小安东尼奥·达·桑加罗
小安东尼奥·达·桑加罗（義大利語：Antonio da Sangallo the Younger，1484年—1546年），文艺复兴时期欧洲意大利建筑师之一。15世纪末出生于意大利佛罗伦萨的一个建筑世家，后开始建筑生涯。常年活动于意大利罗马城，参加设计与建造了多部建筑作品，在当时的意大利与欧洲均享有盛誉。

## 作品
- 圣家圣殿（Basilica della Santa Casa），马尔凯大区洛雷托
- 保禄小堂（Cappella Paolina）、国王厅（Sala Regia）和国王楼梯（Scala Regia），梵蒂冈
- 旧堡垒（Fortezza Vecchia），里窝那
- 巴尔达西尼宫（Palazzo Baldassini），罗马
- Palazzo del Governatore di Borgo，罗马，1936年拆除
- 法尔内塞宫（Palazzo Farnese），罗马 (1534–46)，为亚历山大·法尔内塞枢机设计
- Palazzo Sacchetti，罗马朱利亚街，为桑加罗本人设计
- 圣帕特里克井（Pozzo di S. Patrizio），奥尔维耶托
- 圣雷多圣母堂（Santa Maria di Loreto），罗马图拉真圆柱附近
- 佛罗伦萨的圣若望圣殿（San Giovanni dei Fiorentini），罗马
- 圣伯多禄大殿（St. Peter's Basilica），罗马，1520年以后
- 玛达玛庄园（Villa Madama），罗马，始建于1518年

## 扩展阅读
- 本条目包含来自公有领域出版物的文本: Chisholm, Hugh (编).  (第11版). London: Cambridge University Press. 1911.